# Real Zaragoza
El Real Zaragoza és un club de futbol de la ciutat de Saragossa a l'Aragó. Des de la temporada 2013-2014 juga a la Segona divisió de la lliga espanyola de futbol.
El 1903 es crea el Zaragoza Foot-Ball Club, primer club de la ciutat, que desapareix el 1906. El 1921 neix el Zaragoza FC que el 1924 es fusiona amb l'RSA Stadium per formar el Zaragoza CD. El 1909 neix un altre club, l'Iberia SC. El 28 de març de 1932, Zaragoza CD i Iberia es fusionen per formar el club actual. El 1951 adoptà el nom de Real Zaragoza Club Deportivo. L'any 1993 el club es converteix en Societat Anònima Esportiva i passa a denominar-se Real Zaragoza S.A.D. Al llarg de la seva història el club ha aconseguit guanyar sis 
copes del Rei i una Supercopa d'Espanya però la seva millor fita va ser el 1995 quan va guanyar la Recopa d'Europa.

## Palmarès
- Copa del Rei (Espanya) (6): 1964, 1966, 1986, 1994, 2001, 2004
- Supercopa d'Espanya (1): 2004
- Recopa d'Europa (1): 1994-95
- Copa de les Ciutats en Fires (1): 1963-64
- Campionat d'Espanya d'Aficionats: 
  - 1941[1]

## Jugadors

### Plantilla 2024-25
A 25 agost 2024
| N. | Pos. | Nac. | Jugador                   |
| -- | ---- | --- | ------------------------- |
| 1  | POR  | [[Fitxer:Flag of Argentina.svg\|23x15px\|border \|alt=Argentina\|link=Selecció de futbol de l'Argentina\|{{#if:\|]]             | Cristian Álvarez (capità) |
| 3  | DEF  | [[Fitxer:Flag of Portugal.svg\|23x15px\|border \|alt=Portugal\|link=Selecció de futbol de Portugal\|{{#if:\|]]                  | Jair Amador               |
| 4  | DEF  | [[Fitxer:Flag of Spain.svg\|23x15px\|border \|alt=Espanya\|link=Selecció de futbol d'Espanya\|{{#if:\|]]                        | Dani Tasende              |
| 6  | MIG  | [[Fitxer:Flag of Albania.svg\|23x15px\|border \|alt=Albània\|link=Selecció de futbol d'Albània\|{{#if:\|]]                      | Keidi Bare                |
| 7  | DAV  | [[Fitxer:Flag of Spain.svg\|23x15px\|border \|alt=Espanya\|link=Selecció de futbol d'Espanya\|{{#if:\|]]                        | Mario Soberón             |
| 8  | MIG  | [[Fitxer:Flag of Spain.svg\|23x15px\|border \|alt=Espanya\|link=Selecció de futbol d'Espanya\|{{#if:\|]]                        | Marc Aguado               |
| 9  | DAV  | [[Fitxer:Flag of Spain.svg\|23x15px\|border \|alt=Espanya\|link=Selecció de futbol d'Espanya\|{{#if:\|]]                        | Iván Azón                 |
| 10 | MIG  | [[Fitxer:Flag of Spain.svg\|23x15px\|border \|alt=Espanya\|link=Selecció de futbol d'Espanya\|{{#if:\|]]                        | Sergio Bermejo            |
| 11 | DAV  | [[Fitxer:Flag of Serbia.svg\|23x15px\|border \|alt=Sèrbia\|link=Selecció de futbol de Sèrbia\|{{#if:\|]]                        | Samed Baždar              |
| 12 | DAV  | [[Fitxer:Flag of Turkey.svg\|23x15px\|border \|alt=Turquia\|link=Selecció de futbol de Turquia\|{{#if:\|]]                      | Sinan Bakış               |
| 13 | POR  | [[Fitxer:Flag of France (1794–1815, 1830–1974).svg\|23x15px\|border \|alt=França\|link=Selecció de futbol de França\|{{#if:\|]] | Gaëtan Poussin            |
| 14 | MIG  | [[Fitxer:Flag of Spain.svg\|23x15px\|border \|alt=Espanya\|link=Selecció de futbol d'Espanya\|{{#if:\|]]                        | Francho Serrano           |

| N. | Pos. | Nac. | Jugador           |
| -- | ---- | --- | ----------------- |
| 15 | DEF  | [[Fitxer:Flag of Portugal.svg\|23x15px\|border \|alt=Portugal\|link=Selecció de futbol de Portugal\|{{#if:\|]]                           | Bernardo Vital    |
| 17 | DEF  | [[Fitxer:Flag of Spain.svg\|23x15px\|border \|alt=Espanya\|link=Selecció de futbol d'Espanya\|{{#if:\|]]                                 | Carlos Nieto      |
| 19 | DEF  | [[Fitxer:Flag of Spain.svg\|23x15px\|border \|alt=Espanya\|link=Selecció de futbol d'Espanya\|{{#if:\|]]                                 | Iván Calero       |
| 21 | MIG  | [[Fitxer:Flag of Spain.svg\|23x15px\|border \|alt=Espanya\|link=Selecció de futbol d'Espanya\|{{#if:\|]]                                 | Toni Moya         |
| 22 | DEF  | [[Fitxer:Flag of France (1794–1815, 1830–1974).svg\|23x15px\|border \|alt=França\|link=Selecció de futbol de França\|{{#if:\|]]          | Quentin Lecoeuche |
| 23 | MIG  | [[Fitxer:Flag of Spain.svg\|23x15px\|border \|alt=Espanya\|link=Selecció de futbol d'Espanya\|{{#if:\|]]                                 | Ager Aketxe       |
| 24 | DEF  | [[Fitxer:Flag of Catalonia.svg\|23x15px\|border \|alt=Catalunya\|link=Selecció de futbol de Catalunya\|{{#if:\|]]                        | Lluís López       |
| 25 | POR  | [[Fitxer:Flag of the Balearic Islands.svg\|23x15px\|border \|alt=Illes Balears\|link=Selecció de futbol de les Illes Balears\|{{#if:\|]] | Joan Femenías     |
| 26 | MIG  | [[Fitxer:Flag of Spain.svg\|23x15px\|border \|alt=Espanya\|link=Selecció de futbol d'Espanya\|{{#if:\|]]                                 | Gori Gracia       |
| 27 | DEF  | [[Fitxer:Flag of Spain.svg\|23x15px\|border \|alt=Espanya\|link=Selecció de futbol d'Espanya\|{{#if:\|]]                                 | Marcos Luna       |
| 33 | DAV  | [[Fitxer:Flag of Spain.svg\|23x15px\|border \|alt=Espanya\|link=Selecció de futbol d'Espanya\|{{#if:\|]]                                 | Adrián Liso       |
| —  | DEF  | [[Fitxer:Flag of Slovakia.svg\|23x15px\|border \|alt=Eslovàquia\|link=Selecció de futbol d'Eslovàquia\|{{#if:\|]]                        | Sebastian Kóša    |

### Equip filial
| N. | Pos. | Nac. | Jugador  |
| -- | ---- | --- | -------- |
| 29 | DAV  | [[Fitxer:Flag of Spain.svg\|23x15px\|border \|alt=Espanya\|link=Selecció de futbol d'Espanya\|{{#if:\|]] | Pau Sans |

### Cedits a altres equips
| N. | Pos. | Nac. | Jugador                                                    |
| -- | ---- | --- | ---------------------------------------------------------- |
| —  | DEF  | [[Fitxer:Flag of Spain.svg\|23x15px\|border \|alt=Espanya\|link=Selecció de futbol d'Espanya\|{{#if:\|]] | Juan Sebastián (al AD Alcorcón fins al 30 de juny de 2025) |
| —  | MIG  | [[Fitxer:Flag of Spain.svg\|23x15px\|border \|alt=Espanya\|link=Selecció de futbol d'Espanya\|{{#if:\|]] | Alberto Vaquero (al CD Lugo fins al 30 de juny de 2025)    |

| N. | Pos. | Nac. | Jugador                                                  |
| -- | ---- | --- | -------------------------------------------------------- |
| —  | DAV  | [[Fitxer:Flag of Spain.svg\|23x15px\|border \|alt=Espanya\|link=Selecció de futbol d'Espanya\|{{#if:\|]] | Luis Carbonell (al SD Ejea fins al 30 de juny de 2025)   |
| —  | DAV  | [[Fitxer:Flag of Spain.svg\|23x15px\|border \|alt=Espanya\|link=Selecció de futbol d'Espanya\|{{#if:\|]] | Sergi Enrich (a la SD Huesca fins al 30 de juny de 2025) |

### Staff tècnic
| Posició               | Personal                                                                  |
| --------------------- | ------------------------------------------------------------------------- |
| Entrenador            | Víctor Fernández                                                          |
| Segon entrenador      | David Navarro                                                             |
| Entrenador assistent  | Javi Suárez                                                               |
| Preparador físic      | Miguel Lampre                                                             |
| Entrenador de porters | Mikel Insausti                                                            |
| Rehabilitació         | Andrés Ubieto                                                             |
| Analista GPS          | Pablo Quílez                                                              |
| Metge                 | Ireneo De los Mártires                                                    |
| Fisioterapeuta        | Jesús Dueñas David Lahoz Juan Carlos Palacio Daniel Pardos Ignacio Cortés |
| Nutricionista         | Raúl Luzón                                                                |
| Podòleg               | Carlos Martín                                                             |
| Utiller               | Antonio Hernández Francisco Ramiro                                        |
| Delegat               | Alberto Belsué                                                            |

Darrera actualització: 17 juliol 2024
Font:  (castellà)

## Estadístiques
- Temporades a Primera divisió: 58
- Temporades a Segona divisió: 28
- Temporades a Tercera divisió: 4
- Partits jugats a Primera divisió:  1834
- Victòries a 1a:  655
- Empats a 1a:  488
- Derrotes a 1a:  691
- Millor posició a la lliga: 2n
- Pitjor posició a la lliga: 20è
- Posició històrica a 1a divisió: 9è
- Major victòria com a local a la Lliga

| Real Zaragoza | 8–1 | Sevilla FC |
| ------------- | --- | ---------- |
|               |     |            |

 La Romareda, (Saragossa)        
- Major victòria com a visitant a la Lliga

| Elx CF | 2–7 | Real Zaragoza |
| ------ | --- | ------------- |
|        |     |               |

 Estadi Altabix, (Elx)        
- Major derrota com a local a la Lliga

| Real Zaragoza | 1–7 | Reial Madrid CF |
| ------------- | --- | --------------- |
|               |     |                 |

 La Romareda, (Saragossa)        
- Major derrota com a visitant a la Lliga

| Athletic Club | 10–1 | Real Zaragoza |
| ------------- | ---- | ------------- |
|               |      |               |

 Estadi San Mamés, (Bilbao)        

## Seccions d'altres esports
- L'any 1934 es va establir la secció d'atletisme que va desaparèixer al final del segle xx, sent president del club Alfons Solans.[3]